# (6788) 1991 PH15
(6788) 1991 PH15 (1991 PH15, 1976 GS8, 1984 SA4, 1987 KD, 1987 KM5, 1990 DE4) — астероїд головного поясу, відкритий 7 серпня 1991 року.
Тіссеранів параметр щодо Юпітера — 3,533.